# Aspidophiura watasei
Aspidophiura watasei is een slangster uit de familie Ophiolepididae.
De wetenschappelijke naam van de soort werd in 1915 gepubliceerd door Matsumoto.